# جيمس إتش. يونغ
جيمس إتش. يونغ هو سياسي أمريكي، ولد في 1860، وتوفي في 11 أبريل 1921 في رالي في الولايات المتحدة. نشط حزبياً في الحزب الجمهوري. وقد انتخب عضو مجلس نواب كارولينا الشمالية ‏.